# Interlands voetbalelftal Sovjet-Unie 1990-1992
Deze pagina toont een chronologisch en gedetailleerd overzicht van de interlands die het voetbalelftal van de Sovjet-Unie heeft gespeeld in de periode 1990 – 1992. Na het uiteenvallen van de Sovjet-Unie in 1991 werd het elftal voortgezet onder de naam Gemenebest van Onafhankelijke Staten (GOS). Die wedstrijden zijn ook opgenomen in dit overzicht.

## Interlands

### 1990
| |          |       |             | |
| 20 februari Vriendschappelijk Los Angeles Marlboro Cup 1990 № 367 «onderlinge duels» 19:00 uur (UTC−8) | Colombia | 0 – 0 | Sovjet-Unie | Los Angeles Memorial Coliseum, Los Angeles Toeschouwers: 18.132 Scheidsrechter: Angelo Bratsis (USA) |
| 20 februari Vriendschappelijk Los Angeles Marlboro Cup 1990 № 367 «onderlinge duels» 19:00 uur (UTC−8) |          |       |             | Los Angeles Memorial Coliseum, Los Angeles Toeschouwers: 18.132 Scheidsrechter: Angelo Bratsis (USA) |

| |                  |       |                                                | |
| 22 februari Vriendschappelijk Los Angeles Marlboro Cup 1990 № 368 «onderlinge duels» 19:00 uur (UTC−8) | Costa Rica       | 1 – 2 | Sovjet-Unie                                    | Los Angeles Memorial Coliseum, Los Angeles Toeschouwers: 20.000 Scheidsrechter: Angelo Bratsis (USA) |
| 22 februari Vriendschappelijk Los Angeles Marlboro Cup 1990 № 368 «onderlinge duels» 19:00 uur (UTC−8) | Juan Cayasso 34' |       | 68' Hennadii Lytovchenko 78' Fjodor Tsjerenkov | Los Angeles Memorial Coliseum, Los Angeles Toeschouwers: 20.000 Scheidsrechter: Angelo Bratsis (USA) |

|                                                                          |                        |       |                                                                |                                                                                     |
| 24 februari Vriendschappelijk № 369 «onderlinge duels» 16:30 uur (UTC−8) | Verenigde Staten       | 1 – 3 | Sovjet-Unie                                                    | Stanford Stadium, Stanford Toeschouwers: 61.000 Scheidsrechter: Vincent Mauro (USA) |
| 24 februari Vriendschappelijk № 369 «onderlinge duels» 16:30 uur (UTC−8) | John Harkes 42' (pen.) |       | 29' Volodymyr Bezsonov 45' Fjodor Tsjerenkov 68' Oleh Protasov | Stanford Stadium, Stanford Toeschouwers: 61.000 Scheidsrechter: Vincent Mauro (USA) |

|                                                                       |                                              |       |                          |                                                                                 |
| 28 maart Vriendschappelijk № 370 «onderlinge duels» 19:00 uur (UTC+4) | Sovjet-Unie                                  | 2 – 1 | Nederland                | Republican Stadion, Kiev Toeschouwers: 60.000 Scheidsrechter: Sándor Puhl (HUN) |
| 28 maart Vriendschappelijk № 370 «onderlinge duels» 19:00 uur (UTC+4) | Oleh Protasov 10' (pen.) Vladimir Lyutyi 80' |       | 70' (pen.) Ronald Koeman | Republican Stadion, Kiev Toeschouwers: 60.000 Scheidsrechter: Sándor Puhl (HUN) |

|                                                                       |                    |       |             |                                                                                     |
| 25 april Vriendschappelijk № 371 «onderlinge duels» 17:00 uur (UTC+1) | Ierland            | 1 – 0 | Sovjet-Unie | Lansdowne Road, Dublin Toeschouwers: 43.990 Scheidsrechter: Alfred Kleinaitis (USA) |
| 25 april Vriendschappelijk № 371 «onderlinge duels» 17:00 uur (UTC+1) | Steve Staunton 59' |       |             | Lansdowne Road, Dublin Toeschouwers: 43.990 Scheidsrechter: Alfred Kleinaitis (USA) |

|                                                                     |                                 |       |                                                                   |                                                                                                |
| 16 mei Vriendschappelijk № 372 «onderlinge duels» 19:00 uur (UTC+3) | Israël                          | 3 – 2 | Sovjet-Unie                                                       | Ramat Ganstadion, Ramat Gan Toeschouwers: 50.000 Scheidsrechter: Frans Van Den Wijngaert (BEL) |
| 16 mei Vriendschappelijk № 372 «onderlinge duels» 19:00 uur (UTC+3) | Uri Malmilian 18' Nir Levin 31' |       | 27' Hennadii Lytovchenko 42' Oleksii Mykhaylychenko 69' Tal Banin | Ramat Ganstadion, Ramat Gan Toeschouwers: 50.000 Scheidsrechter: Frans Van Den Wijngaert (BEL) |

| Wereldkampioenschap voetbal 1990 |
| -------------------------------- |

|                                                                   |             |                                              |          |                                                                                           |
| 9 juni WK 1990 Groep B № 373 «onderlinge duels» 17:00 uur (UTC+2) | Sovjet-Unie | 0 – 2                                        | Roemenië | Stadio San Nicola, Bari Toeschouwers: 42.907 Scheidsrechter: Juan Daniel Cardellino (ARG) |
| 9 juni WK 1990 Groep B № 373 «onderlinge duels» 17:00 uur (UTC+2) |             | 42' Marius Lăcătuș 57' (pen.) Marius Lăcătuș |          | Stadio San Nicola, Bari Toeschouwers: 42.907 Scheidsrechter: Juan Daniel Cardellino (ARG) |

|                                                                    |                                        |       |             |                                                                                      |
| 13 juni WK 1990 Groep B № 374 «onderlinge duels» 21:00 uur (UTC+2) | Argentinië                             | 2 – 0 | Sovjet-Unie | Stadio San Paolo, Napels Toeschouwers: 55.759 Scheidsrechter: Erik Fredriksson (SWE) |
| 13 juni WK 1990 Groep B № 374 «onderlinge duels» 21:00 uur (UTC+2) | Pedro Troglio 27' Jorge Burruchaga 79' |       |             | Stadio San Paolo, Napels Toeschouwers: 55.759 Scheidsrechter: Erik Fredriksson (SWE) |

|                                                                    |          |                                                                                       |             |                                                                                |
| 18 juni WK 1990 Groep B № 375 «onderlinge duels» 21:00 uur (UTC+2) | Kameroen | 0 – 4                                                                                 | Sovjet-Unie | Stadio San Nicola, Bari Toeschouwers: 37.307 Scheidsrechter: José Wright (BRA) |
| 18 juni WK 1990 Groep B № 375 «onderlinge duels» 21:00 uur (UTC+2) |          | 20' Oleh Protasov 29' Andrej Zygmantovitsj 55' Oleksandr Zavarov 63' Igor Dobrovolski |             | Stadio San Nicola, Bari Toeschouwers: 37.307 Scheidsrechter: José Wright (BRA) |

|  |  |  |  |  |  |  |  |  |

|                                                                          |                            |       |                                     |                                                                                             |
| 29 augustus Vriendschappelijk № 376 «onderlinge duels» 19:00 uur (UTC+4) | Sovjet-Unie                | 1 – 2 | Roemenië                            | Centraal Leninstadion, Moskou Toeschouwers: 15.000 Scheidsrechter: Michał Listkiewicz (POL) |
| 29 augustus Vriendschappelijk № 376 «onderlinge duels» 19:00 uur (UTC+4) | Oleksii Mykhaylychenko 71' |       | 14' Marius Lăcătuș 64' Ioan Lupescu | Centraal Leninstadion, Moskou Toeschouwers: 15.000 Scheidsrechter: Michał Listkiewicz (POL) |

|                                                                              |                                             |       |           |                                                                                            |
| 12 september EK 1992 kwalificatie № 377 «onderlinge duels» 19:00 uur (UTC+4) | Sovjet-Unie                                 | 2 – 0 | Noorwegen | Centraal Leninstadion, Moskou Toeschouwers: 23.000 Scheidsrechter: Hubert Forstinger (AUT) |
| 12 september EK 1992 kwalificatie № 377 «onderlinge duels» 19:00 uur (UTC+4) | Andrej Kantsjelskis 22' Oleh Koeznetsov 60' |       |           | Centraal Leninstadion, Moskou Toeschouwers: 23.000 Scheidsrechter: Hubert Forstinger (AUT) |

|                                                                            |        |       |             |                                                                                          |
| 3 november EK 1992 kwalificatie № 378 «onderlinge duels» 14:30 uur (UTC+1) | Italië | 0 – 0 | Sovjet-Unie | Olympisch Stadion, Rome Toeschouwers: 52.208 Scheidsrechter: Marcel Van Langenhove (BEL) |
| 3 november EK 1992 kwalificatie № 378 «onderlinge duels» 14:30 uur (UTC+1) |        |       |             | Olympisch Stadion, Rome Toeschouwers: 52.208 Scheidsrechter: Marcel Van Langenhove (BEL) |

|                                                                                            |                  |       |             |                                                                                           |
| 21 november Vriendschappelijk Carib-BWIA Triangular Soccer Series № 379 «onderlinge duels» | Verenigde Staten | 0 – 0 | Sovjet-Unie | Queen's Park Oval, Port of Spain Toeschouwers: 5.000 Scheidsrechter: Willie Stewart (TRI) |
| 21 november Vriendschappelijk Carib-BWIA Triangular Soccer Series № 379 «onderlinge duels» |                  |       |             | Queen's Park Oval, Port of Spain Toeschouwers: 5.000 Scheidsrechter: Willie Stewart (TRI) |

|                                                                                            |                    |                                      |             |                                                                                               |
| 23 november Vriendschappelijk Carib-BWIA Triangular Soccer Series № 380 «onderlinge duels» | Trinidad en Tobago | 0 – 2                                | Sovjet-Unie | Queen's Park Oval, Port of Spain Toeschouwers: 7.000 Scheidsrechter: Lennox Sirjuesingh (TRI) |
| 23 november Vriendschappelijk Carib-BWIA Triangular Soccer Series № 380 «onderlinge duels» |                    | 29' Igor Sjalimov 51' Achrik Tsveiba |             | Queen's Park Oval, Port of Spain Toeschouwers: 7.000 Scheidsrechter: Lennox Sirjuesingh (TRI) |

|                                                        |           |                                                                |             |                                                                                           |
| 30 november Vriendschappelijk № 381 «onderlinge duels» | Guatemala | 0 – 3                                                          | Sovjet-Unie | Estadio Nacional, Guatemala-Stad Toeschouwers: 20.000 Scheidsrechter: José González (GUA) |
| 30 november Vriendschappelijk № 381 «onderlinge duels» |           | 17' Aleksandr Mostovoj 20' Igor Dobrovolski 45' Igor Kolyvanov |             | Estadio Nacional, Guatemala-Stad Toeschouwers: 20.000 Scheidsrechter: José González (GUA) |

### 1991
|                                                                       |           |                       |             |                                                                                   |
| 6 februari Vriendschappelijk № 382 «onderlinge duels» 20:00 uur (UTC) | Schotland | 0 – 1                 | Sovjet-Unie | Ibrox Stadium, Glasgow Toeschouwers: 20.763 Scheidsrechter: Peter Mikkelsen (DEN) |
| 6 februari Vriendschappelijk № 382 «onderlinge duels» 20:00 uur (UTC) |           | 88' Dmitriy Kuznetsov |             | Ibrox Stadium, Glasgow Toeschouwers: 20.763 Scheidsrechter: Peter Mikkelsen (DEN) |

|                                                                       |                                       |       |                             |                                                                                              |
| 27 maart Vriendschappelijk № 383 «onderlinge duels» 20:15 uur (UTC+1) | Duitsland                             | 2 – 1 | Sovjet-Unie                 | Waldstadion, Frankfurt am Main Toeschouwers: 24.000 Scheidsrechter: Michał Listkiewicz (POL) |
| 27 maart Vriendschappelijk № 383 «onderlinge duels» 20:15 uur (UTC+1) | Stefan Reuter 65' Lothar Matthäus 81' |       | 83' (pen.) Igor Dobrovolski | Waldstadion, Frankfurt am Main Toeschouwers: 24.000 Scheidsrechter: Michał Listkiewicz (POL) |

|                                                                          |           |                            |             |                                                                                   |
| 17 april EK 1992 kwalificatie № 384 «onderlinge duels» 19:00 uur (UTC+2) | Hongarije | 0 – 1                      | Sovjet-Unie | Népstadion, Boedapest Toeschouwers: 43.221 Scheidsrechter: Aron Schmidhuber (GER) |
| 17 april EK 1992 kwalificatie № 384 «onderlinge duels» 19:00 uur (UTC+2) |           | 30' Oleksii Mykhaylychenko |             | Népstadion, Boedapest Toeschouwers: 43.221 Scheidsrechter: Aron Schmidhuber (GER) |

|                                                                                        |                                                       |       |                        |                                                                                   |
| 21 mei Vriendschappelijk Challenge Cup 1991 № 385 «onderlinge duels» 20:00 uur (UTC+1) | Engeland                                              | 3 – 1 | Sovjet-Unie            | Wembley Stadium, Londen Toeschouwers: 23.789 Scheidsrechter: Emilio Soriano (ESP) |
| 21 mei Vriendschappelijk Challenge Cup 1991 № 385 «onderlinge duels» 20:00 uur (UTC+1) | Alan Smith 17' David Platt 43' (pen.) David Platt 89' |       | 11' Vladimir Tatarchuk | Wembley Stadium, Londen Toeschouwers: 23.789 Scheidsrechter: Emilio Soriano (ESP) |

|                                                                                        |                   |       |                    |                                                                                     |
| 23 mei Vriendschappelijk Challenge Cup 1991 № 386 «onderlinge duels» 20:00 uur (UTC+1) | Argentinië        | 1 – 1 | Sovjet-Unie        | Old Trafford, Manchester Toeschouwers: 23.743 Scheidsrechter: Peter Mikkelsen (DEN) |
| 23 mei Vriendschappelijk Challenge Cup 1991 № 386 «onderlinge duels» 20:00 uur (UTC+1) | Oscar Ruggeri 44' |       | 50' Igor Kolyvanov | Old Trafford, Manchester Toeschouwers: 23.743 Scheidsrechter: Peter Mikkelsen (DEN) |

|                                                                        |                                                                                           |       |        |                                                                                       |
| 29 mei EK 1992 kwalificatie № 387 «onderlinge duels» 19:00 uur (UTC+3) | Sovjet-Unie                                                                               | 4 – 0 | Cyprus | Centraal Leninstadion, Moskou Toeschouwers: 14.200 Scheidsrechter: Dan Petrescu (ROU) |
| 29 mei EK 1992 kwalificatie № 387 «onderlinge duels» 19:00 uur (UTC+3) | Aleksandr Mostovoj 20' Oleksii Mykhaylychenko 51' Igor Kornejev 87' Syarhey Aleynikaw 89' |       |        | Centraal Leninstadion, Moskou Toeschouwers: 14.200 Scheidsrechter: Dan Petrescu (ROU) |

|                                                                          |                                   |              |                                                            |                                                                             |
| 13 juni Scania 100 Tournament № 388 «onderlinge duels» 19:00 uur (UTC+2) | Zweden                            | 2 – 3 (n.v.) | Sovjet-Unie                                                | Ullevi, Göteborg Toeschouwers: 14.225 Scheidsrechter: Peter Mikkelsen (DEN) |
| 13 juni Scania 100 Tournament № 388 «onderlinge duels» 19:00 uur (UTC+2) | Tomas Brolin 4' Tomas Brolin 114' |              | 69' Sergej Joeran 94' Dmitriy Kuznetsov 117' Igor Kornejev | Ullevi, Göteborg Toeschouwers: 14.225 Scheidsrechter: Peter Mikkelsen (DEN) |

|                                                                          |                                     |              |                                                  |                                                                                 |
| 16 juni Scania 100 Tournament № 389 «onderlinge duels» 18:00 uur (UTC+2) | Italië                              | 1 – 1 (n.v.) | Sovjet-Unie                                      | Råsundastadion, Solna Toeschouwers: 8.062 Scheidsrechter: George Courtney (ENG) |
| 16 juni Scania 100 Tournament № 389 «onderlinge duels» 18:00 uur (UTC+2) | Giuseppe Giannini 43'               |              | 2' Igor Kornejev                                 | Råsundastadion, Solna Toeschouwers: 8.062 Scheidsrechter: George Courtney (ENG) |
| 16 juni Scania 100 Tournament № 389 «onderlinge duels» 18:00 uur (UTC+2) | Strafschoppen                       |              |                                                  | Råsundastadion, Solna Toeschouwers: 8.062 Scheidsrechter: George Courtney (ENG) |
| 16 juni Scania 100 Tournament № 389 «onderlinge duels» 18:00 uur (UTC+2) | Berti Baresi De Agostini Vierchowod | 3–2          | Sjalimov Koeznetsov Kulkov Kantsjelskis Mostovoj | Råsundastadion, Solna Toeschouwers: 8.062 Scheidsrechter: George Courtney (ENG) |

|                                                                             |           |                        |             |                                                                              |
| 28 augustus EK 1992 kwalificatie № 390 «onderlinge duels» 19:00 uur (UTC+2) | Noorwegen | 0 – 1                  | Sovjet-Unie | Ullevaalstadion, Oslo Toeschouwers: 25.427 Scheidsrechter: Howard King (WAL) |
| 28 augustus EK 1992 kwalificatie № 390 «onderlinge duels» 19:00 uur (UTC+2) |           | 74' Aleksandr Mostovoj |             | Ullevaalstadion, Oslo Toeschouwers: 25.427 Scheidsrechter: Howard King (WAL) |

|                                                                              |                                                  |       |                                       |                                                                                         |
| 25 september EK 1992 kwalificatie № 391 «onderlinge duels» 19:00 uur (UTC+3) | Sovjet-Unie                                      | 2 – 2 | Hongarije                             | Centraal Leninstadion, Moskou Toeschouwers: 34.973 Scheidsrechter: Zoran Petrović (YUG) |
| 25 september EK 1992 kwalificatie № 391 «onderlinge duels» 19:00 uur (UTC+3) | Igor Sjalimov 37' (pen.) Andrej Kantsjelskis 50' |       | 16' József Kiprich 84' József Kiprich | Centraal Leninstadion, Moskou Toeschouwers: 34.973 Scheidsrechter: Zoran Petrović (YUG) |

|                                                                            |             |       |        |                                                                                       |
| 12 oktober EK 1992 kwalificatie № 392 «onderlinge duels» 19:00 uur (UTC+2) | Sovjet-Unie | 0 – 0 | Italië | Centraal Leninstadion, Moskou Toeschouwers: 86.486 Scheidsrechter: Bruno Galler (SUI) |
| 12 oktober EK 1992 kwalificatie № 392 «onderlinge duels» 19:00 uur (UTC+2) |             |       |        | Centraal Leninstadion, Moskou Toeschouwers: 86.486 Scheidsrechter: Bruno Galler (SUI) |

|                                                                             |        |                                                             |             |                                                                               |
| 13 november EK 1992 kwalificatie № 393 «onderlinge duels» 20:15 uur (UTC+2) | Cyprus | 0 – 3                                                       | Sovjet-Unie | GSZ-stadion, Larnaca Toeschouwers: 3.379 Scheidsrechter: Andrew Waddell (SCO) |
| 13 november EK 1992 kwalificatie № 393 «onderlinge duels» 20:15 uur (UTC+2) |        | 26' Oleh Protasov 78' Sergej Joeran 81' Andrej Kantsjelskis |             | GSZ-stadion, Larnaca Toeschouwers: 3.379 Scheidsrechter: Andrew Waddell (SCO) |

### 1992
|                                                                         |                  |                    |     |                                                                                             |
| 25 januari Vriendschappelijk № 394 «onderlinge duels» 17:00 uur (UTC−5) | Verenigde Staten | 0 – 1              | GOS | Joe Robbie Stadium, Miami Gardens Toeschouwers: 30.386 Scheidsrechter: Raúl Domínguez (USA) |
| 25 januari Vriendschappelijk № 394 «onderlinge duels» 17:00 uur (UTC−5) |                  | 67' Achrik Tsveiba |     | Joe Robbie Stadium, Miami Gardens Toeschouwers: 30.386 Scheidsrechter: Raúl Domínguez (USA) |

|                                                       |             |                                                              |     |                                                                                               |
| 29 januari Vriendschappelijk № 395 «onderlinge duels» | El Salvador | 0 – 3                                                        | GOS | Estadio Cuscatlán, San Salvador Toeschouwers: 10.000 Scheidsrechter: José Antonio Gómez (SLV) |
| 29 januari Vriendschappelijk № 395 «onderlinge duels» |             | 8' Andrey Pyatnitskiy 22' Igor Ledyakhov 63' Sergej Kirjakov |     | Estadio Cuscatlán, San Salvador Toeschouwers: 10.000 Scheidsrechter: José Antonio Gómez (SLV) |

|                                                                         |                                           |       |                   |                                                                                      |
| 2 februari Vriendschappelijk № 396 «onderlinge duels» 14:00 uur (UTC+5) | Verenigde Staten                          | 2 – 1 | GOS               | Pontiac Silverdome, Pontiac Toeschouwers: 35.248 Scheidsrechter: Jack D`Aquila (USA) |
| 2 februari Vriendschappelijk № 396 «onderlinge duels» 14:00 uur (UTC+5) | Eric Wynalda 3' Marcelo Balboa 75' (pen.) |       | 26' Oleg Sergeyev | Pontiac Silverdome, Pontiac Toeschouwers: 35.248 Scheidsrechter: Jack D`Aquila (USA) |

|                                                                          |               |       |                                            |                                                                               |
| 12 februari Vriendschappelijk № 397 «onderlinge duels» 15:30 uur (UTC+2) | Israël        | 1 – 2 | GOS                                        | Teddystadion, Jeruzalem Toeschouwers: 2.000 Scheidsrechter: Fritz Kaupe (AUT) |
| 12 februari Vriendschappelijk № 397 «onderlinge duels» 15:30 uur (UTC+2) | Eli Driks 36' |       | 16' Andrey Pyatnitskiy 50' Sergej Kirjakov | Teddystadion, Jeruzalem Toeschouwers: 2.000 Scheidsrechter: Fritz Kaupe (AUT) |

|                                                                          |                     |       |                     |                                                                                           |
| 19 februari Vriendschappelijk № 398 «onderlinge duels» 21:00 uur (UTC+1) | Spanje              | 1 – 1 | GOS                 | Estadio Luis Casanova, Valencia Toeschouwers: 10.000 Scheidsrechter: Philippe Leduc (FRA) |
| 19 februari Vriendschappelijk № 398 «onderlinge duels» 21:00 uur (UTC+1) | Fernando Hierro 86' |       | 73' Sergej Kirjakov | Estadio Luis Casanova, Valencia Toeschouwers: 10.000 Scheidsrechter: Philippe Leduc (FRA) |

|                                                                       |                                             |       |                                    |                                                                                       |
| 29 april Vriendschappelijk № 399 «onderlinge duels» 19:00 uur (UTC+4) | GOS                                         | 2 – 2 | Engeland                           | Centraal Leninstadion, Moskou Toeschouwers: 28.000 Scheidsrechter: Piotr Werner (POL) |
| 29 april Vriendschappelijk № 399 «onderlinge duels» 19:00 uur (UTC+4) | Kachaber Tschadadze 44' Sergej Kirjakov 54' |       | 16' Gary Lineker 73' Trevor Steven | Centraal Leninstadion, Moskou Toeschouwers: 28.000 Scheidsrechter: Piotr Werner (POL) |

|                                                                     |                      |       |                    |                                                                                  |
| 3 juni Vriendschappelijk № 400 «onderlinge duels» 19:00 uur (UTC+2) | Denemarken           | 1 – 1 | GOS                | Brøndbystadion, Brøndby Toeschouwers: 5.339 Scheidsrechter: Andrew Waddell (SCO) |
| 3 juni Vriendschappelijk № 400 «onderlinge duels» 19:00 uur (UTC+2) | Bent Christensen 34' |       | 52' Igor Kolyvanov | Brøndbystadion, Brøndby Toeschouwers: 5.339 Scheidsrechter: Andrew Waddell (SCO) |

| Europees kampioenschap voetbal 1992 |
| ----------------------------------- |

|                                                                    |                             |       |                   |                                                                                    |
| 12 juni EK 1992 Groep B № 401 «onderlinge duels» 20:15 uur (UTC+2) | Duitsland                   | 1 – 1 | GOS               | Idrottsparken, Norrköping Toeschouwers: 17.410 Scheidsrechter: Gérard Biguet (FRA) |
| 12 juni EK 1992 Groep B № 401 «onderlinge duels» 20:15 uur (UTC+2) | Igor Dobrovolski 64' (pen.) |       | 90' Thomas Häßler | Idrottsparken, Norrköping Toeschouwers: 17.410 Scheidsrechter: Gérard Biguet (FRA) |

|                                                                    |           |       |     |                                                                             |
| 15 juni EK 1992 Groep B № 402 «onderlinge duels» 20:15 uur (UTC+2) | Nederland | 0 – 0 | GOS | Ullevi, Göteborg Toeschouwers: 34.400 Scheidsrechter: Peter Mikkelsen (DEN) |
| 15 juni EK 1992 Groep B № 402 «onderlinge duels» 20:15 uur (UTC+2) |           |       |     | Ullevi, Göteborg Toeschouwers: 34.400 Scheidsrechter: Peter Mikkelsen (DEN) |

|                                                                    |                                                             |       |     |                                                                                         |
| 18 juni EK 1992 Groep B № 403 «onderlinge duels» 20:15 uur (UTC+2) | Schotland                                                   | 3 – 0 | GOS | Idrottsparken, Norrköping Toeschouwers: 14.660 Scheidsrechter: Kurt Röthlisberger (SUI) |
| 18 juni EK 1992 Groep B № 403 «onderlinge duels» 20:15 uur (UTC+2) | Paul McStay 7' Brian McClair 16' Gary McAllister 84' (pen.) |       |     | Idrottsparken, Norrköping Toeschouwers: 14.660 Scheidsrechter: Kurt Röthlisberger (SUI) |

|  |  |  |  |  |  |  |  |  |

CONMEBOL: Bolivia · Chili  · Colombia · Ecuador · Uruguay · Venezuela

UEFA: Albanië · Andorra · Armenië · Azerbeidzjan · België · Bosnië en Herzegovina · Bulgarije · Cyprus · Denemarken · (West-)Duitsland · Duitse Democratische Republiek · Engeland · Estland · Faeröer · Finland · Frankrijk · Georgië · Griekenland · Hongarije · IJsland · Ierland · Israël · Italië · Joegoslavië · Kroatië · Letland · Liechtenstein · Litouwen · Luxemburg · Malta · Moldavië · Nederland · Noord-Ierland · Noord-Macedonië · Noorwegen · Oekraïne · Oostenrijk · Polen · Portugal · Roemenië · Rusland · San Marino · Schotland · Slovenië · Slowakije · Sovjet-Unie/GOS ·  Spanje · Tsjechië · Tsjecho-Slowakije · Turkije · Wales · Wit-Rusland · Zweden · Zwitserland

AFC: Kazachstan

CAF: Madagaskar

CONCACAF: Belize · Canada
FFUSSR · A-internationals · Bondscoaches · Vrouwenelftal van de Sovjet-Unie · Sovjet-Unie U18 · Sovjet-Unie U16
1920 – 1929 · 
1950 – 1959 · 
1960 – 1969 · 
1970 – 1979 · 
1980 – 1989 · 
1990 – 1992
EK 1960 · 
EK 1964 · 
EK 1968 · 
EK 1972 · 
EK 1976 · 
EK 1980 · 
EK 1984 · 
EK 1988 · 
EK 1992** 
WK 1958 · 
WK 1962 · 
WK 1966 · 
WK 1970 · 
WK 1974 · 
WK 1978 · 
WK 1982 · 
WK 1986 · 
WK 1990
OS 1952 ·
OS 1956 ·
OS 1960 · 
OS 1964 · 
OS 1968 · 
OS 1972 ·
OS 1976 ·
OS 1980 ·
OS 1984 · 
OS 1988
1923 · 
1924 · 
1925 · 
1926–1951 · 
1952 · 
1953 · 
1954 · 
1955 · 
1956 · 
1957 · 
1958 · 
1959 · 
1960 · 
1961 · 
1962 · 
1963 · 
1964 · 
1965 · 
1966 · 
1967 · 
1968 · 
1969 · 
1970 · 
1971 · 
1972 · 
1973 · 
1974 · 
1975 · 
1976 · 
1977 · 
1978 · 
1979 · 
1980 · 
1981 · 
1982 · 
1983 · 
1984 · 
1985 · 
1986 · 
1987 · 
1988 · 
1989 · 
1990 · 
1991 · 
1992** 
Algerije ·
Argentinië ·
België ·
Brazilië ·
Bulgarije ·
Canada ·
Chili ·
China ·
Colombia ·
Costa Rica ·
Cyprus ·
DDR ·
Denemarken ·
Duitsland ·
El Salvador ·
Engeland ·
Finland ·
Frankrijk ·
Griekenland ·
Guatemala ·
Hongarije ·
Ierland ·
IJsland ·
India ·
Iran ·
Israël ·
Italië ·
Japan ·
Joegoslavië ·
Kameroen ·
Koeweit ·
Luxemburg ·
Marokko ·
Mexico ·
Nederland ·
Nieuw-Zeeland ·
Noord-Ierland ·
Noord-Korea ·
Noorwegen ·
Oostenrijk ·
Peru ·
Polen ·
Portugal ·
Roemenië ·
Schotland ·
Spanje ·
Syrië ·
Tsjecho-Slowakije ·
Tunesië ·
Turkije ·
Uruguay ·
Verenigde Staten ·
Wales ·
Zweden ·
Zwitserland
België (1982) ·
Duitsland (1972) ·
Joegoslavië (1960) ·
Nederland (1988) ·
Polen (1982) ·
Spanje (1964)
** = Onder de naam Gemenebest van Onafhankelijke Staten
Voetbalbond van Gemenebest van Onafhankelijk Staten
1990 – 1992
Denemarken ·
Duitsland ·
El Salvador ·
Engeland ·
Israël ·
Nederland ·
Schotland ·
Spanje ·
Verenigde Staten